# Panský Mlýn (Jívová)
Panský Mlýn (německy Herrenmühle) je údolní osada na řece Bystřici, patřící k obci Jívová v okrese Olomouc v pohoří Nízký Jeseník v Olomouckém kraji. Je zde bývalý, dnes již nefunkční, vodní mlýn a chatařská oblast. V místě bylo původně německé osídlení.

## Další informace
Panský Mlýn je v nadmořské výšce 425 m a rozkládá se na obou březích řeky Bystřice a západně od vojenského újezdu Libavá.
Bývalý mlýn s náhonem a mlýnským kolem na vrchní vodu, vznikl před rokem 1663.
Místo se nachází ve výrazném meandru a ohybu řeky Bystřice v přírodním parku Údolí Bystřice. Nachází se zde turistický rozcestník na naučné stezce Údolím Bystřice a dalších turistických stezkách a cyklostezkách. Místo je přístupné po lesních cestách a také z blízké železniční zastávky Jívová kolem Magdalénského Mlýna.
Jihovýchodním směrem se nacházejí také železniční tunely Jívovský tunel, Smilovský tunel I a Smilovský tunel II.

## Galerie

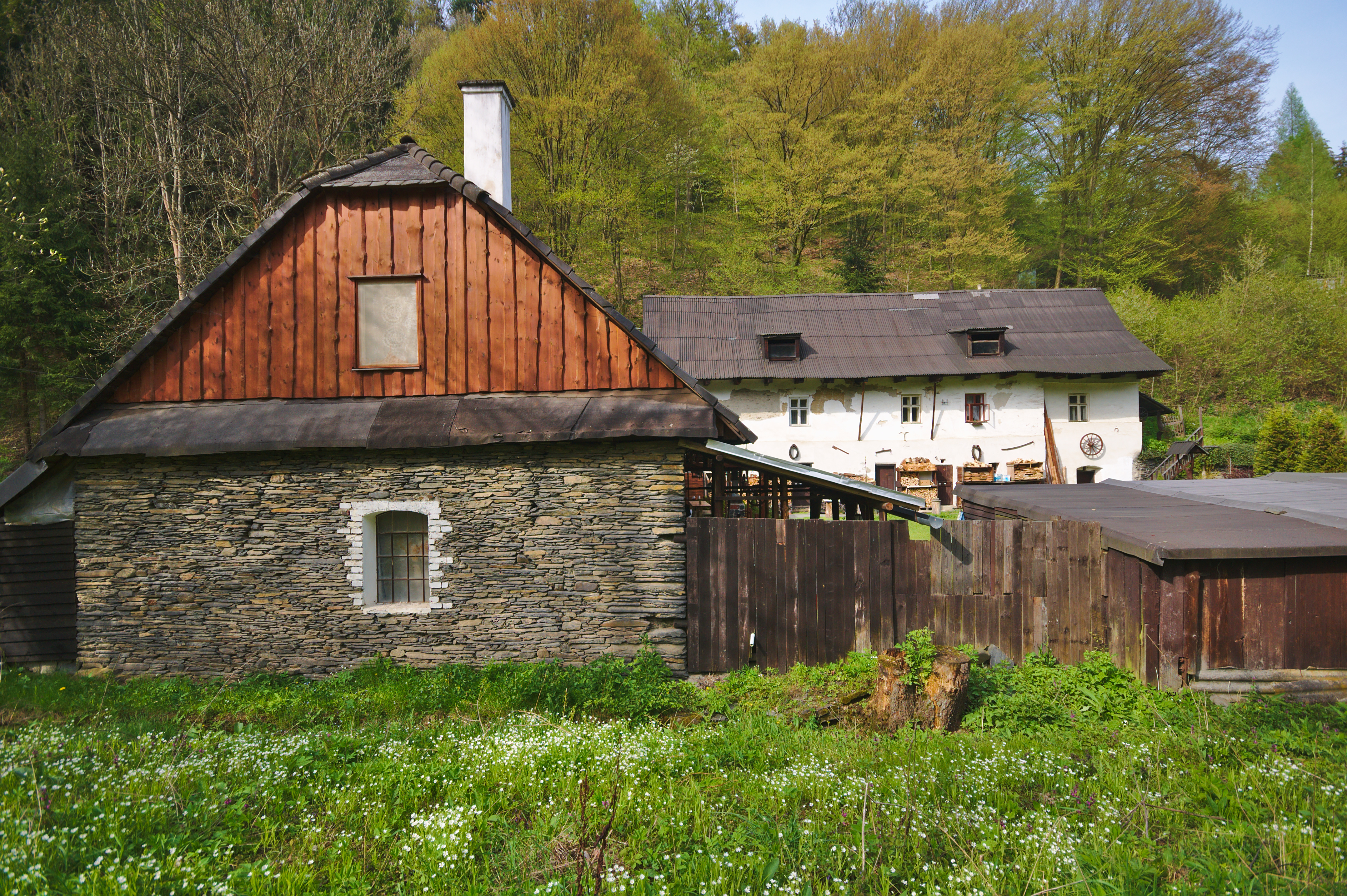
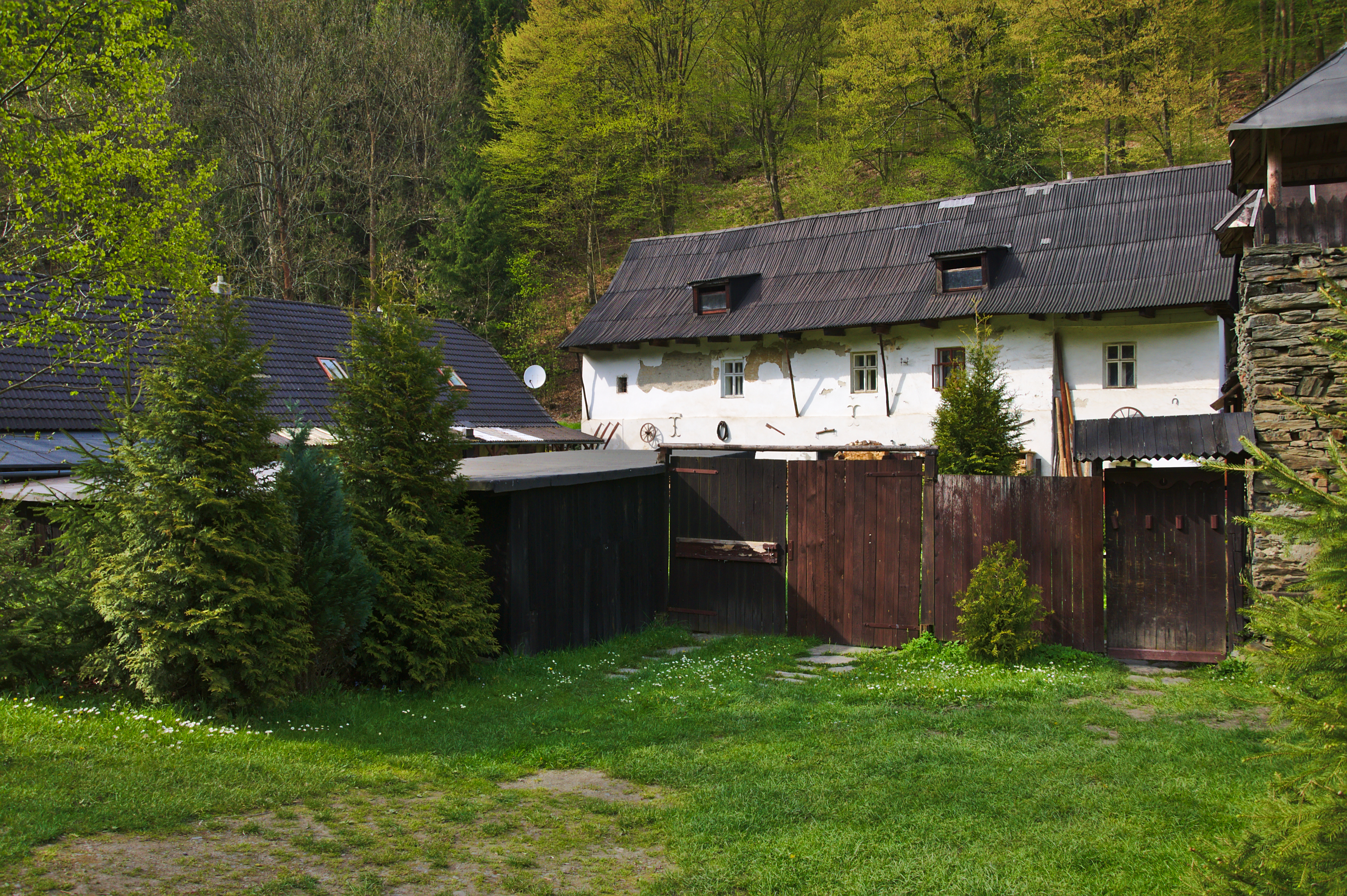